# Empire Exhibition Trophy
Die Empire Exhibition Trophy war ein Fußball-Pokalwettbewerb, der im Jahr 1938 während der Empire Exhibition in Glasgow ausgespielt wurde. Es war nach den Turnieren in den Jahren 1888 und 1901 die dritte Austragung dieser Art. Der Wettbewerb, der vom Schottischen Fußballverband geleitet wurde, begann am 25. Mai 1938 und endete mit dem Finale am 10. Juni 1938 im Ibrox Park in Glasgow. Am Wettbewerb nahmen vier Vereine aus England und vier aus Schottland teil. Der Wettbewerb fand im K.-o.-Modus statt und bestand aus der 1. Runde, dem Halbfinale und dem Finale. Im Endspiel standen sich Celtic Glasgow und der FC Everton gegenüber. Celtic gewann das Endspiel durch ein Tor von Johnny Crum mit 1:0. Die Siegertrophäe wurde vom Earl of Elgin überreicht.

## 1. Runde
Ausgetragen wurden die Begegnungen zwischen dem 25. und 30. Mai 1938. Das Wiederholungsspiel fand am 26. Mai 1938 statt.
|                     | Ergebnis |                |
| ------------------- | -------- | -------------- |
| Celtic Glasgow      | 0:0      | AFC Sunderland |
| FC Aberdeen         | 4:0      | FC Chelsea     |
| Heart of Midlothian | 3:1      | FC Brentford   |
| Glasgow Rangers     | 0:2      | FC Everton     |

### Wiederholungsspiel
|                | Ergebnis |                |
| -------------- | -------- | -------------- |
| Celtic Glasgow | 3:1      | AFC Sunderland |

## Halbfinale
Ausgetragen wurden die Begegnungen am 30. Mai und einem Tag im Juni 1938. 
|                | Ergebnis |                     |
| -------------- | -------- | ------------------- |
| Celtic Glasgow | 1:0      | Heart of Midlothian |
| FC Everton     | 3:2      | FC Aberdeen         |

## Finale
| Celtic Glasgow                         | Celtic Glasgow | FC Everton | FC Everton |
| -------------------------------------- | --- | --- | ---------- |
| Celtic Glasgow                         | \| Finale \| \| 10. Juni 1938 in Glasgow (Ibrox Park) \| \| Ergebnis: 1:0 n. V. \| \| Zuschauer: 82.653 \| \| Schiedsrichter: T. Thompson ( England) \| \| Spielbericht \|             | \| Finale \| \| 10. Juni 1938 in Glasgow (Ibrox Park) \| \| Ergebnis: 1:0 n. V. \| \| Zuschauer: 82.653 \| \| Schiedsrichter: T. Thompson ( England) \| \| Spielbericht \|     | FC Everton |
| Celtic Glasgow                         | Joe Kennaway – Bobby Hogg, John Morrison, Chic Geatons, Willie Lyon, George Paterson, Jimmy Delaney, Johnny Crum, Malky MacDonald, John Divers, Frank Murphy Cheftrainer: Willie Maley | Ted Sagar – Billy Cook, Norman Greenhalgh, Joe Mercer, Jack Jones, Jock Thomson, Albert Geldard, Jimmy Cunliffe, Tommy Lawton, Alex Stevenson, Walter Boyes Cheftrainer: n. b. | FC Everton |
| Celtic Glasgow                         | 1:0 Johnny Crum (96.) | | FC Everton |
| Finale                                 | | |            |
| 10. Juni 1938 in Glasgow (Ibrox Park)  | | |            |
| Ergebnis: 1:0 n. V.                    | | |            |
| Zuschauer: 82.653                      | | |            |
| Schiedsrichter: T. Thompson ( England) | | |            |
| Spielbericht                           | | |            |